# Se l'andava cercando
Se l'andava cercando è un cortometraggio del 2014 scritto, diretto e prodotto da Pietro Fabio Fodaro. Il film è stato presentato alla 67ª edizione del Festival di Cannes, nella sezione Short Film Corner.

## Trama
Pasolini si aggira in quella che fu la sua Roma, incontrando i suoi stessi personaggi come fantasmi. In questa atmosfera onirica, Pasolini assiste a un'intervista di Giulio Andreotti, realmente rilasciata nel 1986, in cui sosteneva che lo scrittore "andava cercandosi dei guai", riferendosi alla sua condotta morale che egli identificava come causa evidente del suo omicidio. Pasolini, però, cambia il finale della sua storia.

## Riconoscimenti
- 2014 - Gold Elephant World
  - Premio speciale della giuria
- 2014 - Corto Fiction
  - Premio La memoria

## Foto di scena, backstage e festival

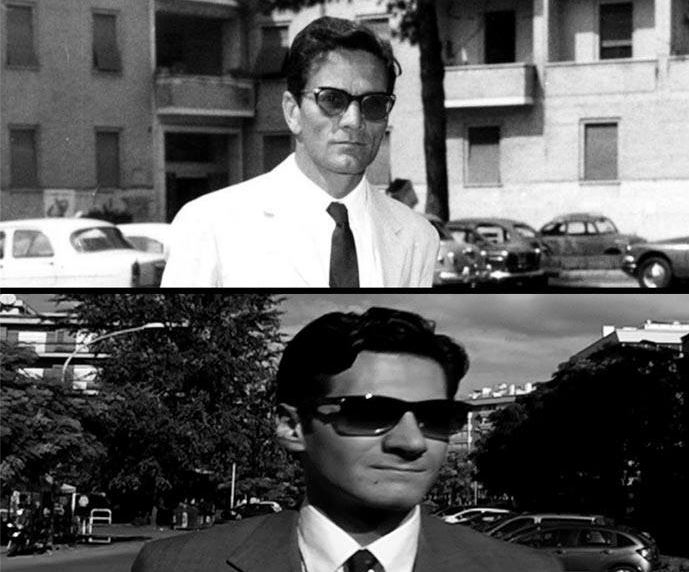
Pier Paolo Pasolini a confronto con l'attore Vito Tuosto
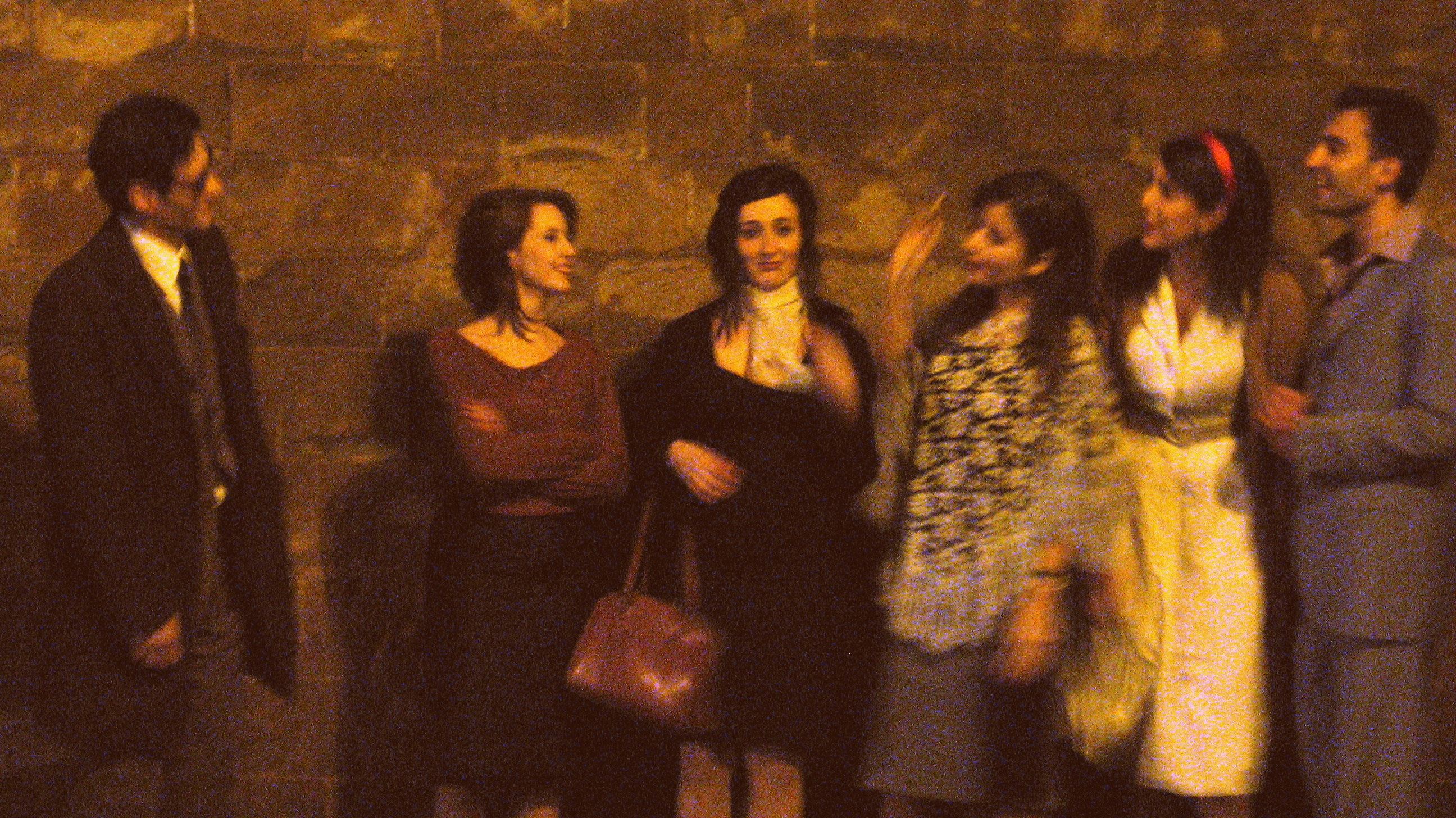
Sul set di Se l'andava cercando
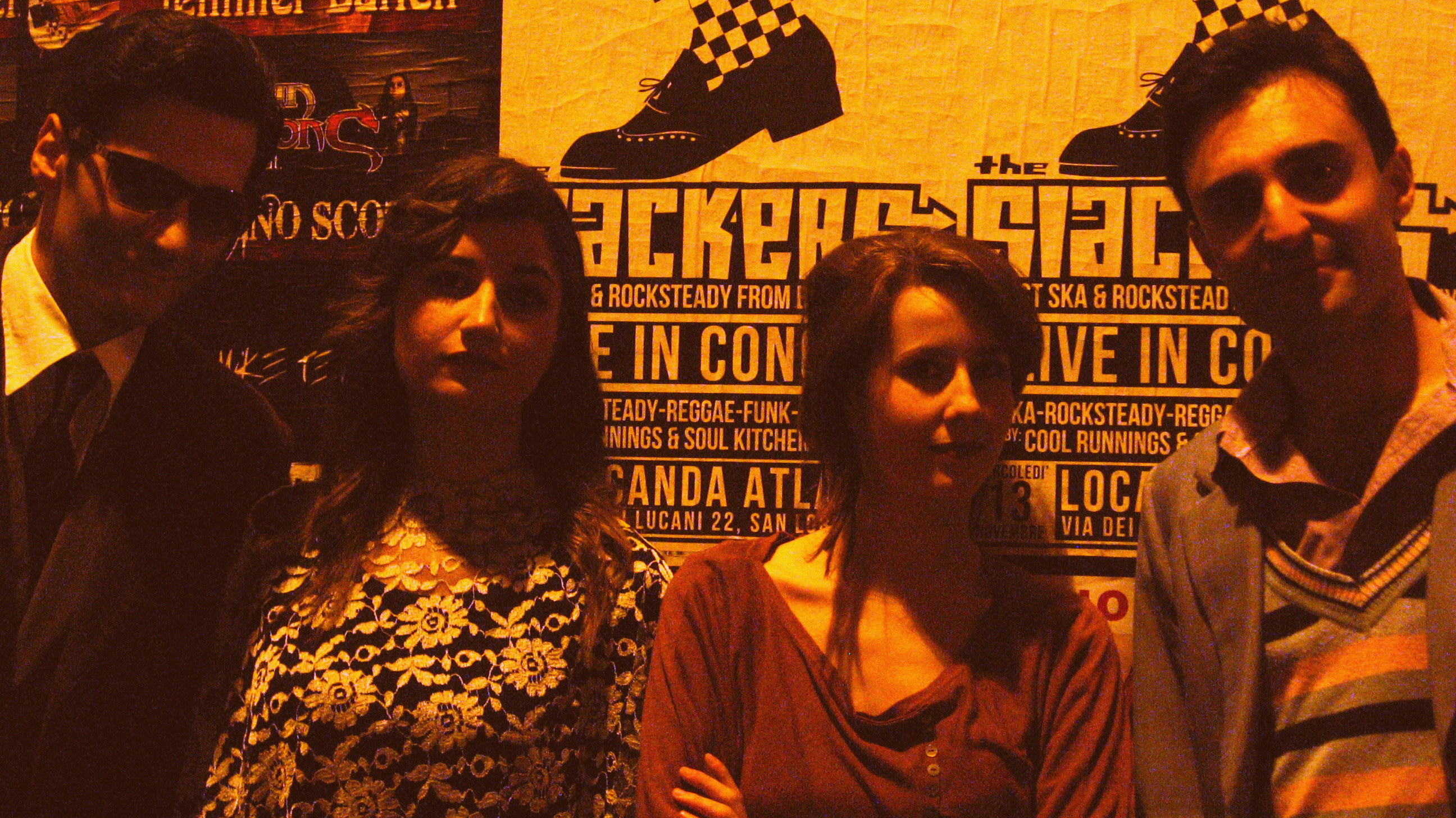
Sul set di Se l'andava cercando
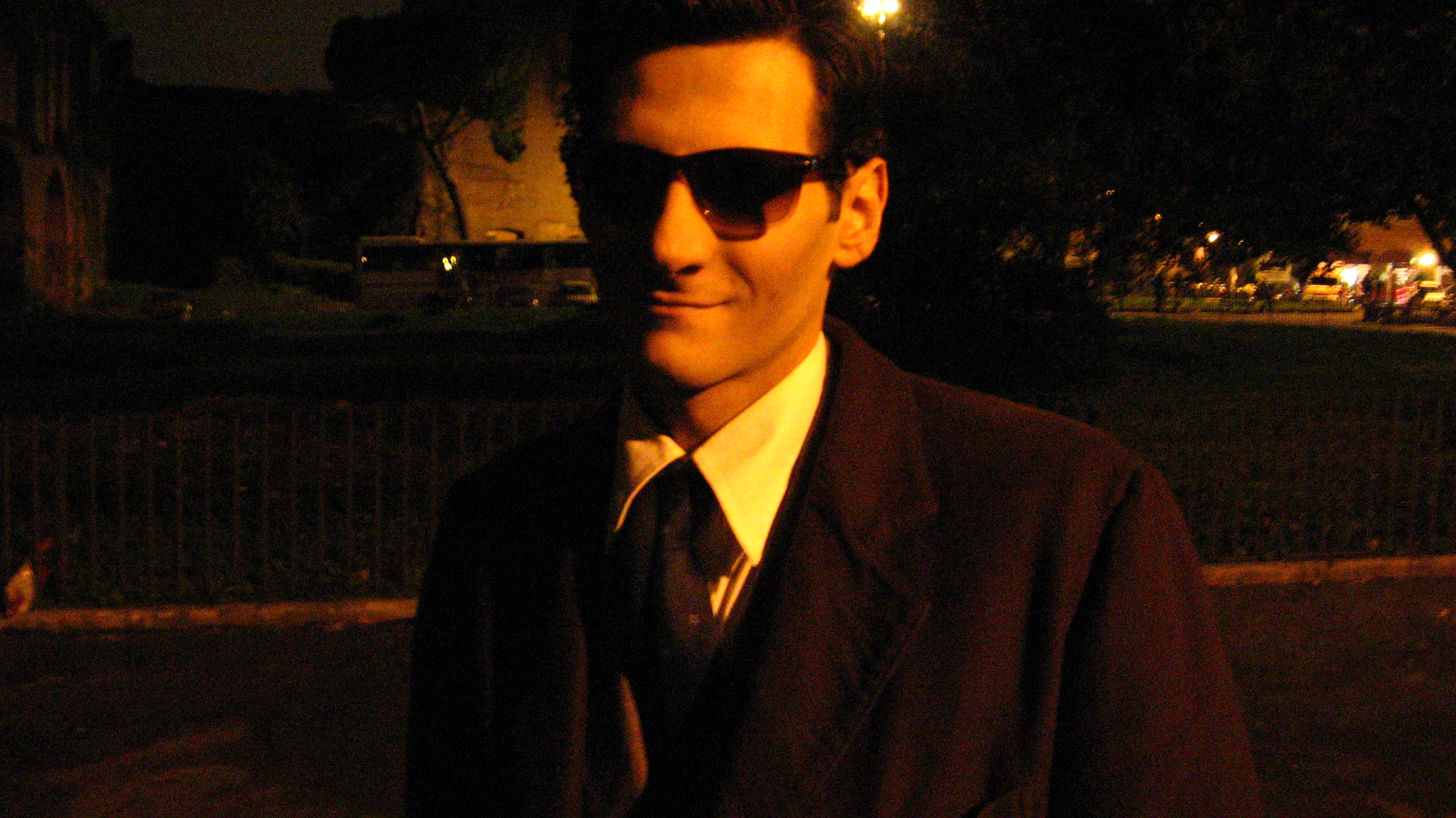
Vito Tuosto interpreta Pier Paolo Pasolini
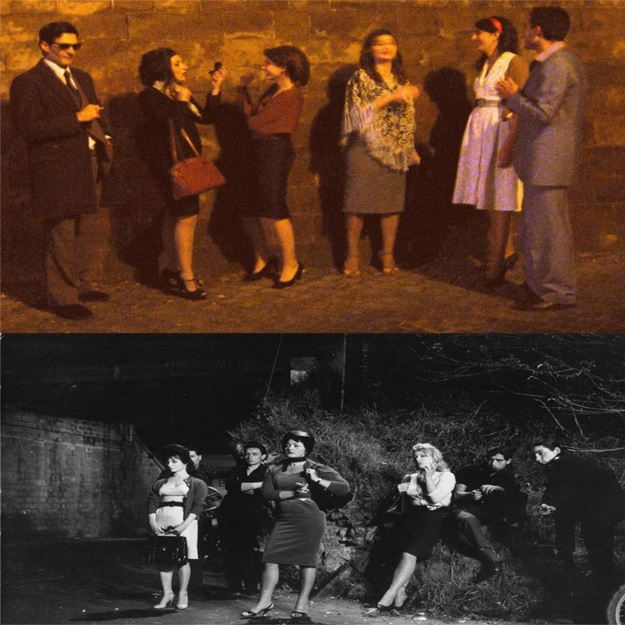
Referenze stilistiche